# 금창초
금창초(金瘡草)는 꿀풀과에 속한 여러해살이풀이다. 가지조개나물, 금란초, 섬자란초라고도 부른다.

## 분포
한국, 일본, 만주, 중국에 분포한다. 한국에서는 경상도, 전라남도, 제주도에서 주로 자란다.

## 생태
원줄기가 옆으로 벋고 전체에 흰 털이 많다. 뿌리에서 나는 잎은 방석 모양으로 퍼지며, 넓게 거꾸로 된 바소꼴이다. 길이가 4~6센티미터, 나비 1~2센티미터쯤 되며 짙은 녹색이지만 흔히 자줏빛이 돌고 밑으로 갈수록 점차 좁아지며 가장자리에 둔한 물결 모양 톱니가 있다. 줄기잎은 길이 1.5~3센티미터에 이르고 마주나며 긴 타원형 또는 달걀 모양이다. 꽃은 오뉴월에 짙은 자주색으로 잎겨드랑이에 몇 개씩 달려 핀다. 꽃이 피는 줄기는 4~6개가 높이 5~15센티미터 정도로 곧게 자라며 몇 쌍의 잎이 달리고 자줏빛이 돈다. 꽃받침은 5개로 갈라지며 끝이 뾰족하고 털이 있다. 꽃부리는 길이 1센티미터 정도의 입술 모양으로 윗입술은 짧은 반원형이며 가운데가 오그라들거나 갈라지고, 아랫입술은 길며 세 개로 갈라지며 가운데 것이 가장 크며 끝이 얕게 갈라진다. 4개의 수술 중 2개가 길다. 열매는 달걀 모양으로 둥근데 4개로 갈라지며, 그물맥이 있다.
분홍색 꽃이 피는 것을 내장금란초(Ajuga decumbens var. rosa)라고 한다.

## 쓰임새
지상 부분을 백모하고초(白毛夏枯草)라 부르며 약으로 쓴다. 열을 내리고 독을 없애며, 가래를 없애고 기침을 멎게 하며, 상처가 부은 것을 가라앉히는 효능이 있다.

## 사진

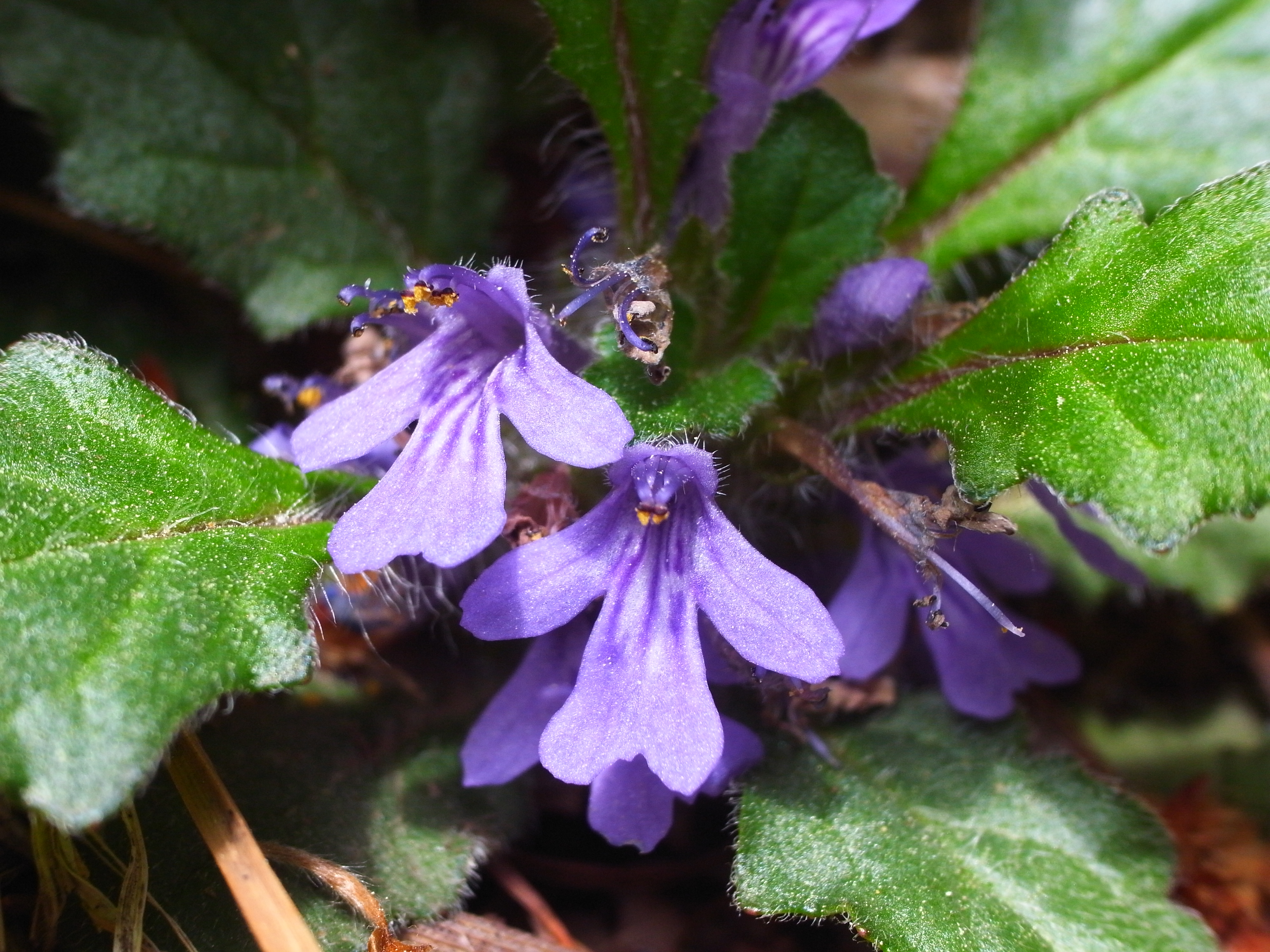
꽃
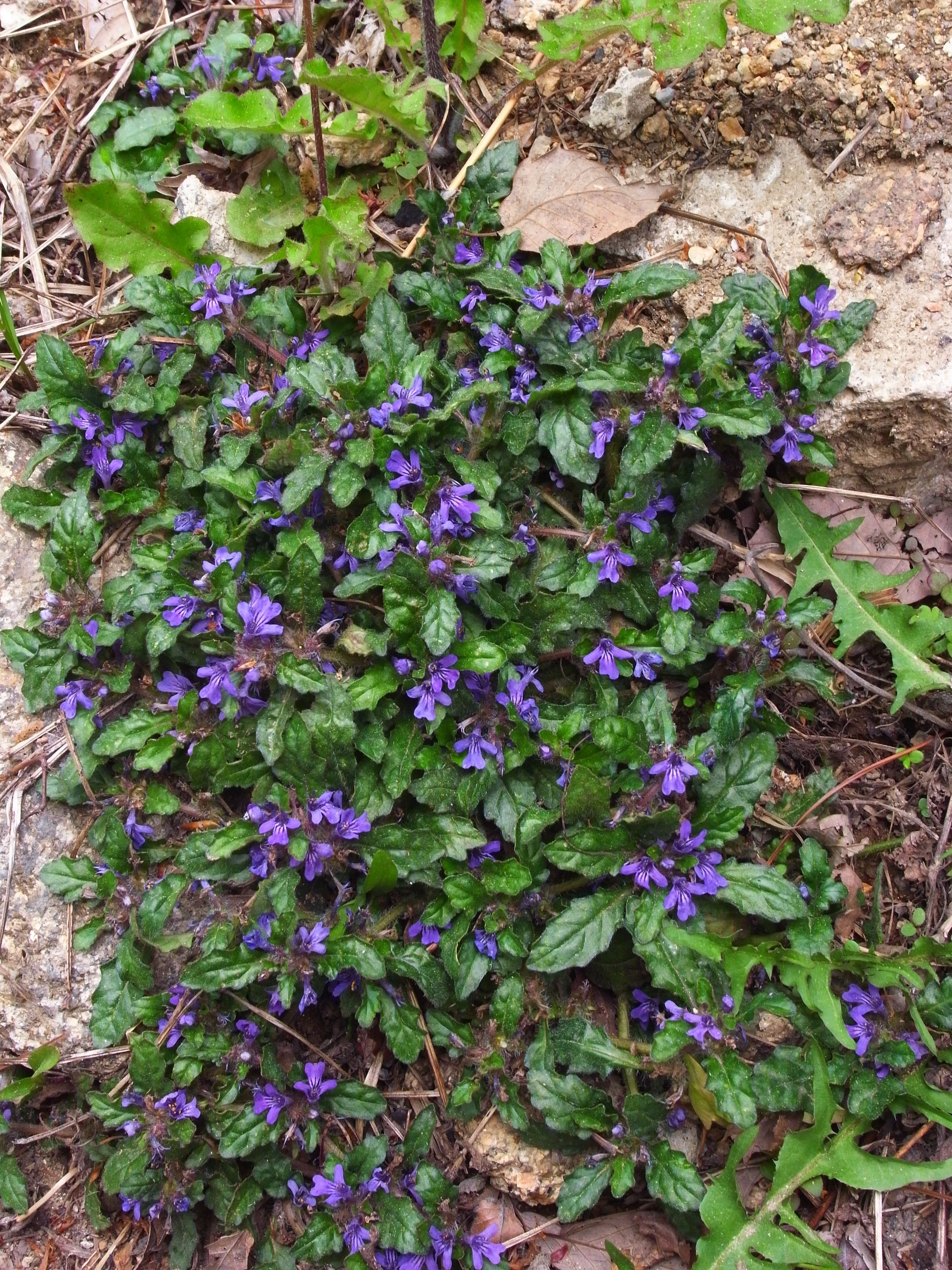
무리 지어 꽃 핀 모습